# Деменці
Де́менці — село у Черкаському районі Черкаської області, підпорядковане Медведівській сільській громаді. Населення 73 людини.
Село розташоване на південному сході Черкаського району поблизу річки Тясмин. На північному сході сусідить з селом Худоліївка, на південному сході з селом Зам'ятниця Черкаського району, на півночі з селом Чорнявка, на північному заході з селом Чубівка та на півдні з селом Лубенці.